# Spearhead from Space
Spearhead from Space (Incursión desde el espacio) es el primer serial de la séptima temporada de la serie británica de ciencia ficción Doctor Who, emitida originalmente en cuatro episodios semanales del 3 al 24 de enero de 1970. Fue el primero que se produjo en color, y presentó a Jon Pertwee como el Tercer Doctor. También presenta a Caroline John como la nueva asistente del Doctor, Liz Shaw. Nicholas Courtney vuelve a interpretar su papel del Brigadier Lethbridge-Stewart, convirtiéndose en miembro regular del reparto a partir de este serial. Se introdujo en este serial también la raza de los autones.

## Argumento
Después de que el Doctor haya sido obligado por los Señores del Tiempo a regenerarse, ha sido exiliado a la Tierra. Aún bajo los efectos secundarios de la regeneración, se desploma al salir de la TARDIS y es llevado al Ashbridge Cottage Hospital en Epping, donde su inusual anatomía confunde a los médicos.
Al mismo tiempo que llega el Doctor, un enjambre de meteoritos cae en el campo en Inglaterra, y un cazador furtivo descubre un misterioso poliedro de plástico en el sitio del choque. Mientras tanto, el Brigadier Lethbridge-Stewart de UNIT intenta reclutar a la Doctora Elizabeth Shaw como su consejera científica para que investiga las extrañas caídas de meteoritos. Shaw, sin embargo, se muestra escéptica cuando el Brigadier le habla de invasiones alienígenas y se muestra reticente a abandonar sus investigaciones en Cambridge. Pronto, el Brigadier se enfrentará a otro misterio; no muy lejos de la zona del impacto de los meteoritos, un hombre en un hospital afirma ser el Doctor (a quién no veía desde The Invasion). Sin embargo, este Doctor no se parece en nada al Doctor que el Brigadier conocía.
El poliedro de plástico es en realidad una unidad de energía perteneciente a una inteligencia alienígena no física conocida como la Conciencia Nestene. Normalmente incorpórea, tiene afinidad con el plástico, y es capaz de animar duplicados humanoides hechos de ese material, conocidos como los Autones. La Nestene se ha hecho con una fábrica de juguetes en Epping y planea reemplazar a los cargos clave del gobierno y a figuras públicas por duplicados autones. El auton a cargo de la fábrica envía a otros autones con menos forma humana para que recuperen las unidades de energía de UNIT y el pescador.
Después de un fallido intento de escapar del hospital (donde casi le mata un soldado de UNIT de un disparo), el Doctor descubre que la TARDIS ha sido desactivada por los Señores del Tiempo y que está atrapado en la Tierra. Convence a Lethbridge-Stewart de que es el mismo hombre que le ayudó antes a derrotar a los Yetis y los Cybermen, a pesar de su cambio de apariencia. Junto con Liz, descubre la trama Nestene, justo cuando Channing activa a los autones por Gran Bretaña que empiezan a matar gente. Sin embargo, el Doctor crea un dispositivo de electroshock que cree que puede desactivar a los autones.
UNIT ataca la fábrica de plásticos, pero los autones son inmunes a las balas. El Doctor y Liz se abren camino en su interior y encuentran la criatura de plástico, similar a un pulpo, que Nestene ha creado con las unidades de energía como la forma perfecta para la invasión. Mientras el Doctor lucha con la criatura, Liz logra usar su máquina para disparar y matar a la criatura, y todos los autones mueren también, al ser parte de la Conciencia Nestene.
El Brigadier teme que los Nestenes vuelvan, y le pide ayuda al Doctor, quien accede a unirse a UNIT a cambio de suministros que le ayuden a reparar la TARDIS y un coche igual que la antigüedad que utilizó durante la aventura. Ante su insistencia, Liz se queda como su asistente.

### Continuidad
- El concepto de regeneración aún no tenía nombre cuando se hizo este serial. Recibió el nombre por fin en Planet of the Spiders (1974).
- El exilio del Doctor en la Tierra duraría hasta The Three Doctors, aunque los Señores del Tiempo moverían la TARDIS por el espacio y usarían al Doctor como su agente en Colony in Space, The Curse of Peladon y The Mutants.
- Mientras el Doctor se está dando una ducha, se ve un tatuaje de una cobra en su antebrazo. Pertenecía en la realidad a Pertwee, que se lo hizo cuando servía en la marina real. No se le ha dado explicación al tatuaje en la serie, y no aparece en ningún otro Doctor. Entre las teorías se ha dicho que es una marca de los Señores del Tiempo para los criminales.[1]
- Es la primera vez en la historia de Doctor Who que se muestra que los Señores del Tiempo tienen dos corazones.[2] El Doctor había pasado por exámenes médicos anteriormente en The Wheel in Space y no se había hecho comentario de esta anomalía. Además, se revela que el Doctor tiene una sangre que no puede ser identificada por los doctores de la Tierra, y un ritmo cardíaco que puede reducirse hasta 10 pulsaciones por minuto.
- El Doctor dice al Brigadier que su nombre es Doctor John Smith, un alias que usó por primera vez en The Wheel in Space.[3]
- Los autones volverían a aparecer en Terror of the Autons (1971), Rose (2005) y La Pandórica se abre/El Big Bang (2010). También hicieron un cameo en una escena de flashback inédita en el episodio de 2006 Amor y monstruos.

## Producción
| Episodio    | Fecha de emisión    | Duración | Espectadores en millones | Estado en el archivo      |
| ----------- | ------------------- | -------- | ------------------------ | ------------------------- |
| Episodio 1  | 3 de enero de 1970  | 23:28    | 8,4                      | Película de 16mm en color |
| Episodio 2  | 10 de enero de 1970 | 24:21    | 8,1                      | Película de 16mm en color |
| Episodio 3  | 17 de enero de 1970 | 24:16    | 8,3                      | Película de 16mm en color |
| Episodio 4  | 24 de enero de 1970 | 24:47    | 8,1                      | Película de 16mm en color |
| [ 4 ] [ 5 ] |                     |          |                          |                           |

El título provisional del serial era Facsimil, y estaba basado en una historia que Robert Holmes escribió para la película de 1965 Invasion, que mostraba a un alienígena estrellándose en un bosque cerca de un hospital rural, donde un examen médico revela su naturaleza alienígena. El hospital es después visitado por otros alienígenas en busca de un criminal fugitivo. Algunas líneas exactas de diálogo de los médicos humanos para describir la fisiología del alienígena herido se reutilizaron aquí.
Por una huelga de ciertos miembros de la BBC, este serial se filmó íntegramente en exteriores, con la mayoría del rodaje en BBC Wood Norton y en un pub cercano a Radford. Sin nada de material de estudio en cinta de video, esto significa que esta es la única historia hasta la fecha (sin incluir la película para televisión) que se rodó íntegramente en celuloide (la mayoría de historias de la serie clásica intercalaban material de cine o de video según era necesario, y en los últimos cuatro años de la serie se prescindió del celuloide y se rodó todo en video, incluyendo exteriores).
La migración de la producción al color también forzó a cambiar la cabecera del programa. El diseñador Bernard Lodge, que había producido las dos cabeceras anteriores, originalmente intentó utilizar la misma técnica de "howlaround" que empleó anteriormente. Las pruebas, sin embargo, mostraron que la técnica no producía resultados satisfactorios al usarla con equipo en color, así que produjo la cabecera en blanco y negro y después la coloreó manualmente. Terminó con ella en agosto de 1969, un mes antes de que empezara el rodaje del serial.
La nueva cabecera introdujo la presentación de un nuevo logo para la serie que se usaría hasta el episodio final de The Green Death en 1973, aunque haría un regreso inesperado en 1996 cuando se utilizó para Doctor Who: La película, y después se convirtió en el logo oficial del Octavo Doctor y de la propia franquicia, usado en las novelas originales, lanzamientos en video y DVD y audiodramas de Big Finish. En la actualidad sigue siendo el logo oficial para el material entre 1963 y 1989, mientras que los nuevos logos de la serie se usan para el material posterior a 2005.

## Recepción
Patrick Mulkern de Radio Times describió Spearhead from Space como un "extraordinario debut para el tercer Doctor" y también una buena interpretación de Courtney, y aunque se mostraba positivo con John, Mulkerd criticó que Liz estaba "demasiado estereotipada". También comentó la producción, particularmente la banda sonora de Dudley Simpson. Escribió que "la única auténtica decepción es la deslucida representación de la Nestene" y el "Pertwee de ojos sobresaltados"  cuando es estrangulado por los tentáculos "provoca la risa fácil". Christopher Bahn de The A.V. Club dijo que los autones eran secundarios en la meta principal del serial de presentar al nuevo reparto, pero comentó que "proporcionan algunos momentos efectivos de estremecimiento". Bahn escribió que el "mayor fallo" era el ritmo, y que pasó demasiado tiempo estableciendo "el nuevo status quo antes de entrar en acción". Arnold T. Blumburg, de IGN calificó la edición especial en DVD con un 9 sobre 10, describiendo el serial como "una proeza impresionante - una revigorización casi de arriba a abajo del programa que parece una auténtica película de cine".
Revisando el lanzamiento original en DVD en 2002, J. Doyle Wallis de DVD Talk le dio al serial tres estrellas sobre cinco, describiéndolo como una "hazaña agradable" con "villanos bastante atractivos", pero criticando lo poco que tenía el Doctor que hacer, a pesar de ser su presentación. Ian Jane fue más positivo al revisitar el serial en su relanzamiento de 2012, alabando a Pertwee, así como el suspense y el ritmo. Ian Berriman de SFX se mostró positivo con el serial al revisitarlo en 2011 junto con Terror of the Autons, aunque señaló que Liz era "tan irritable que resultaba enojosa", el clímax con los tentáculos provocaba "risa hasta el extremo", y que era "una pena que se vea tan apagado" al estar rodado en película.
En 2009, SFX calificó a los autones rompiendo los escaparates el segundo momento más aterrador de Doctor Who, solo por detrás de los ángeles llorosos de Parpadeo (2007). La revista también listó el serial entre los 25 momentos más tontos, citando la escena en que los ojos de Pertwee se abren como platos cuando le estrangula la Conciencia Nestene.

## Lanzamientos en VHS, DVD y Blu-Ray
- Esta historia se publicó en edición ómnibus en VHS en Reino Unido a principios de 1988. En 1995 se volvió publicar en versión original episódica (la versión ómnibus anterior se siguió publicando en Estados Unidos, Canadá y Australia).
- El 29 de enero de 2001 se publicó en 2001, y volvió a publicarse con nueva carátula el 2 de julio de 2007.
- En la emisión original del episodio 2, se oían los primeros 15 segundos de Oh Well, de Fleetwood Mac durante la escena de la fabricación de muñecas en Auto Plastics. Eso se quitó de la mayoría de lanzamientos en video y DVD por problemas de derechos. Está presente en la edición en VHS de 1995, así como en la publicación en DVD de 2011, ya que la canción ahora está cubierta por el acuerdo Phonographic Performance Limited.
- Al ser un serial íntegramente producido en celuloide, esto le convierte en el único serial del Doctor Who clásico que se puede publicar en alta definición. Su publicación en Blu-Ray se hizo en julio de 2013.